# Tethea ocularis

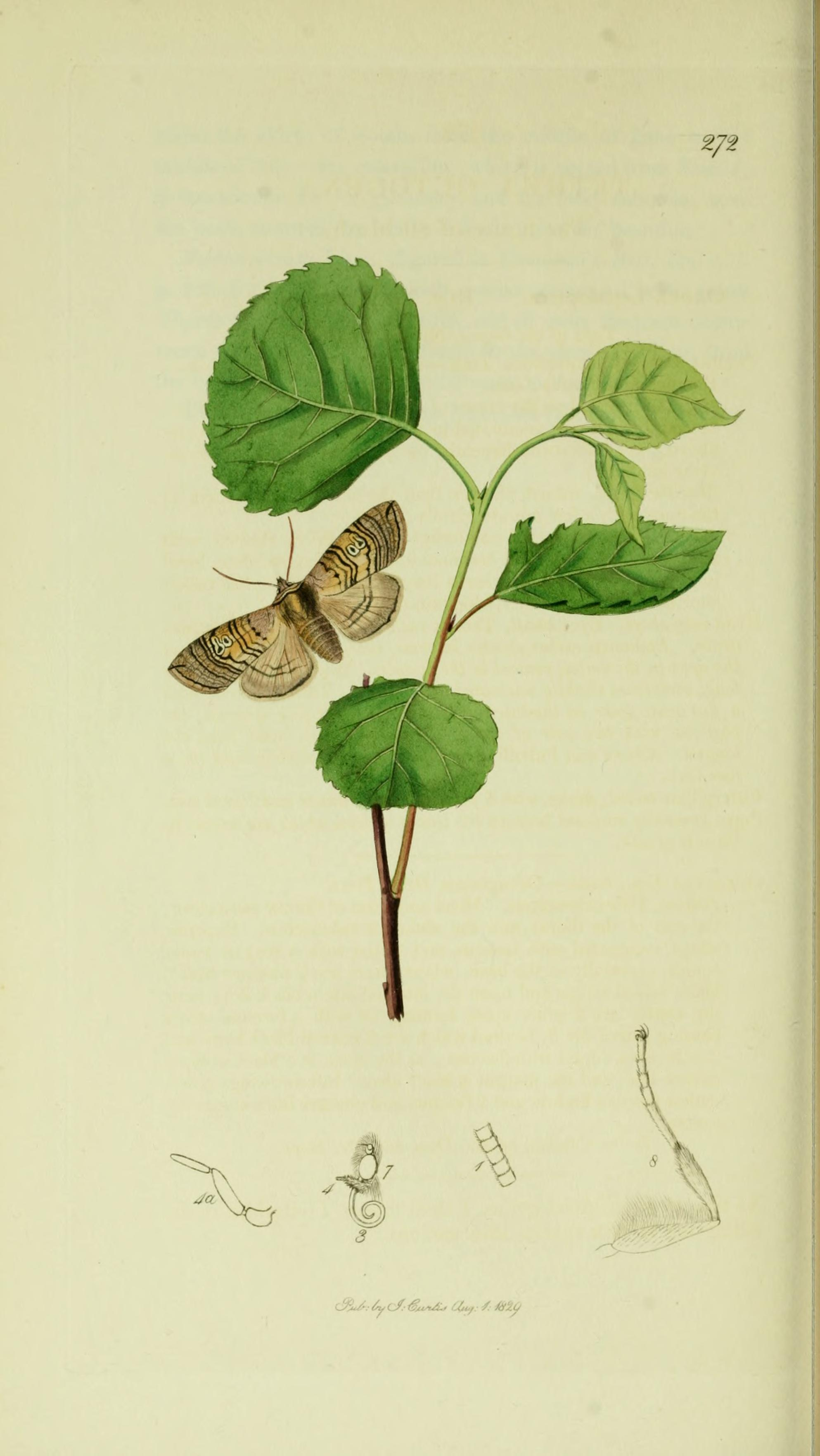
Il·lustració del volum 5 d'Entomologia britànica de John Curtis

Tethea ocularis és una papallona nocturna de la subfamília Thyatirinae de la família Drepanidae. Es troba per tota l'Europa continental i té una distribució escampada a Anglaterra i Gal·les, tot i que és absent d'Escòcia i Irlanda. L'espècie va ser la descrita per primera vegada per Carl Linnaeus a la seva 12a edició de Systema Naturae de 1767.

## Descripció
L'envergadura alar és de 35-45 mm. Les ales anteriors de color marró fosc estan marcades amb línies blanques centrades que es veuen més aviat com el nombre 80. Les ales posteriors són de color gris. L'espècie vola de maig a juliol i se sent atreta per la llum i el sucre.
La larva grisa i blanca s'alimenta de pollancres i altres espècies del gènere Populus. L'espècie passa l'hivern com a pupa.

## Subespècies
- Tethea ocularis ocularis
- Tethea ocularis ocularis amurensis (Warren, 1912).
- Tethea ocularis opa Zolotuhin, 1997
- Tethea ocularis osthelderi (Bytinski-Salz & Brandt, 1937)
- Tethea ocularis tanakai Inoue, 1982

## Galeria

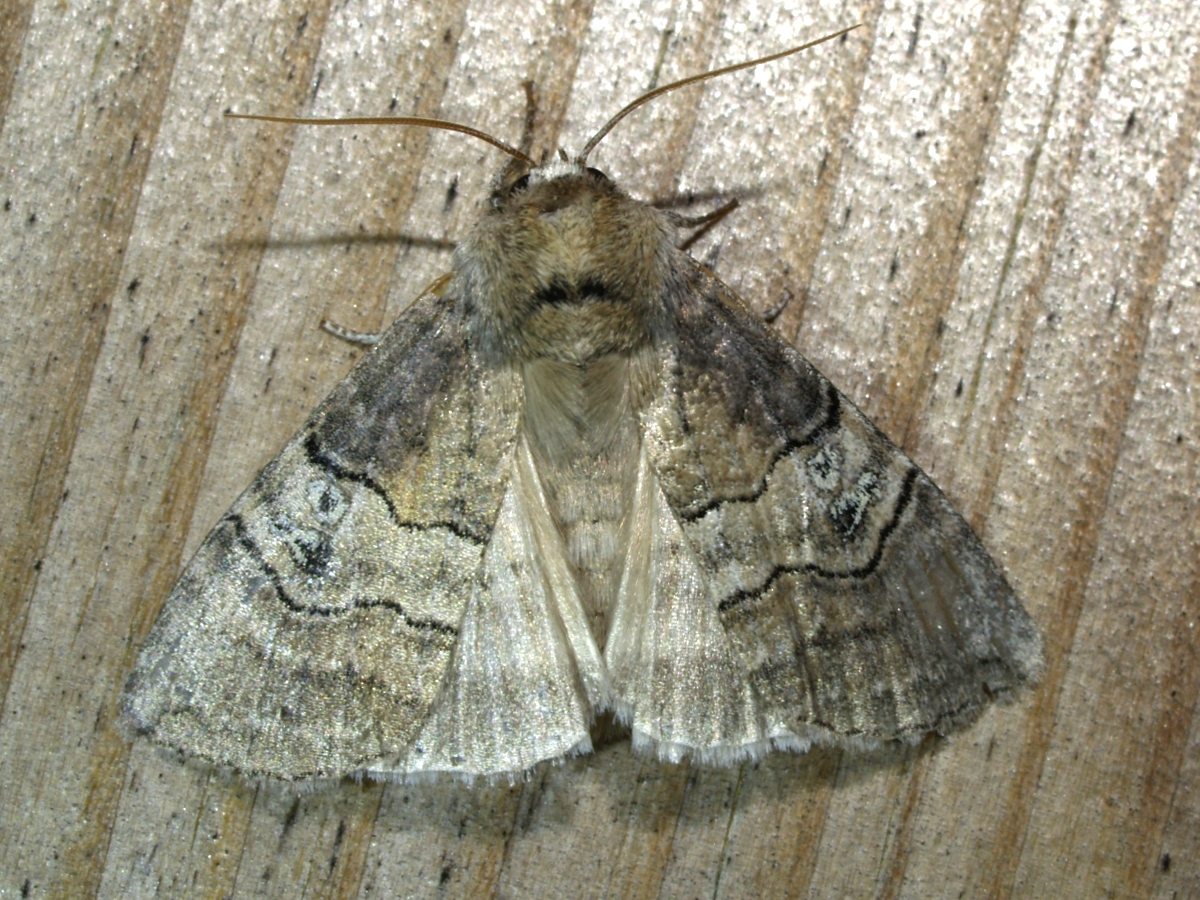
Tethea ocularis (vista dorsal)
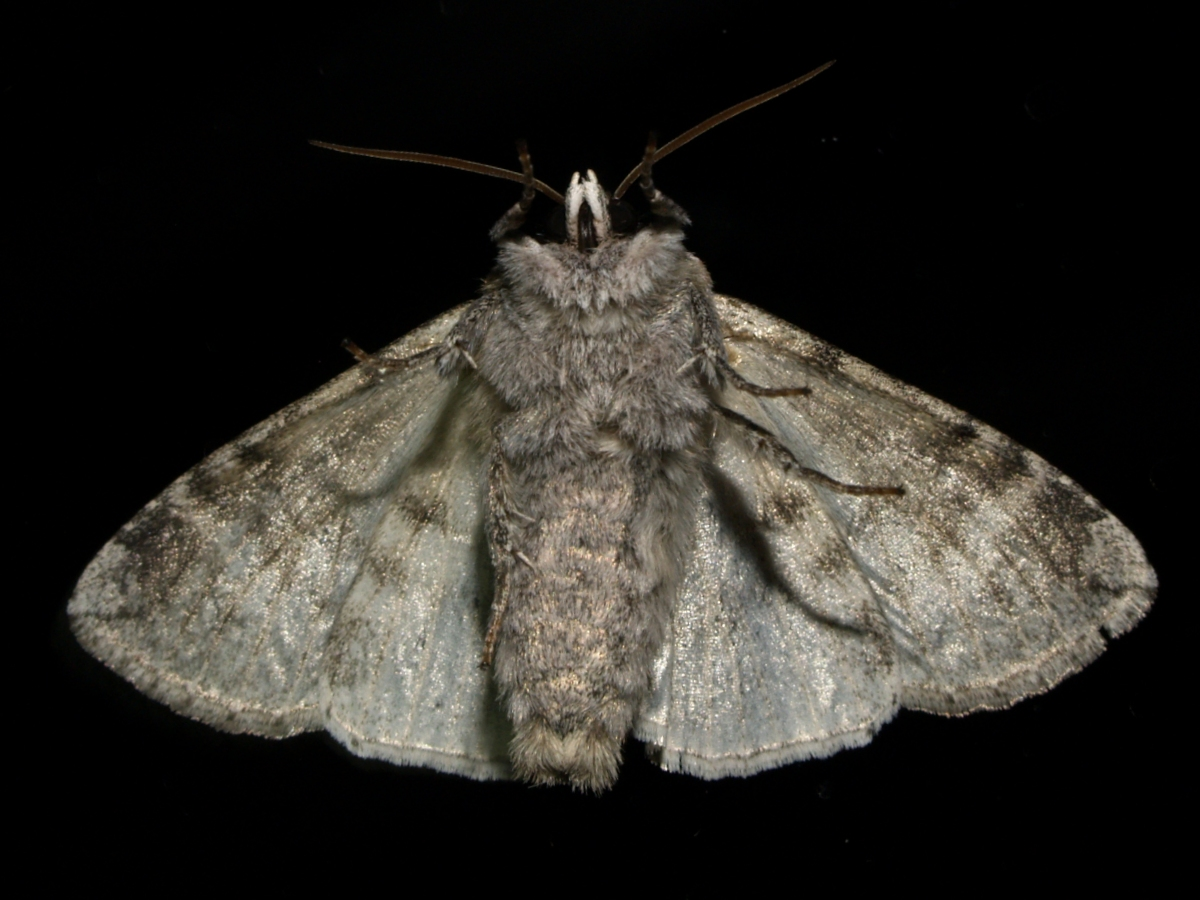
Tethea ocularis (vista ventral)